# Týn nad Vltavou
Týn nad Vltavou (deutsch Moldautein, auch Moldauthein) ist eine Stadt in Tschechien. Sie liegt an der Moldau in der Nähe von Budweis.

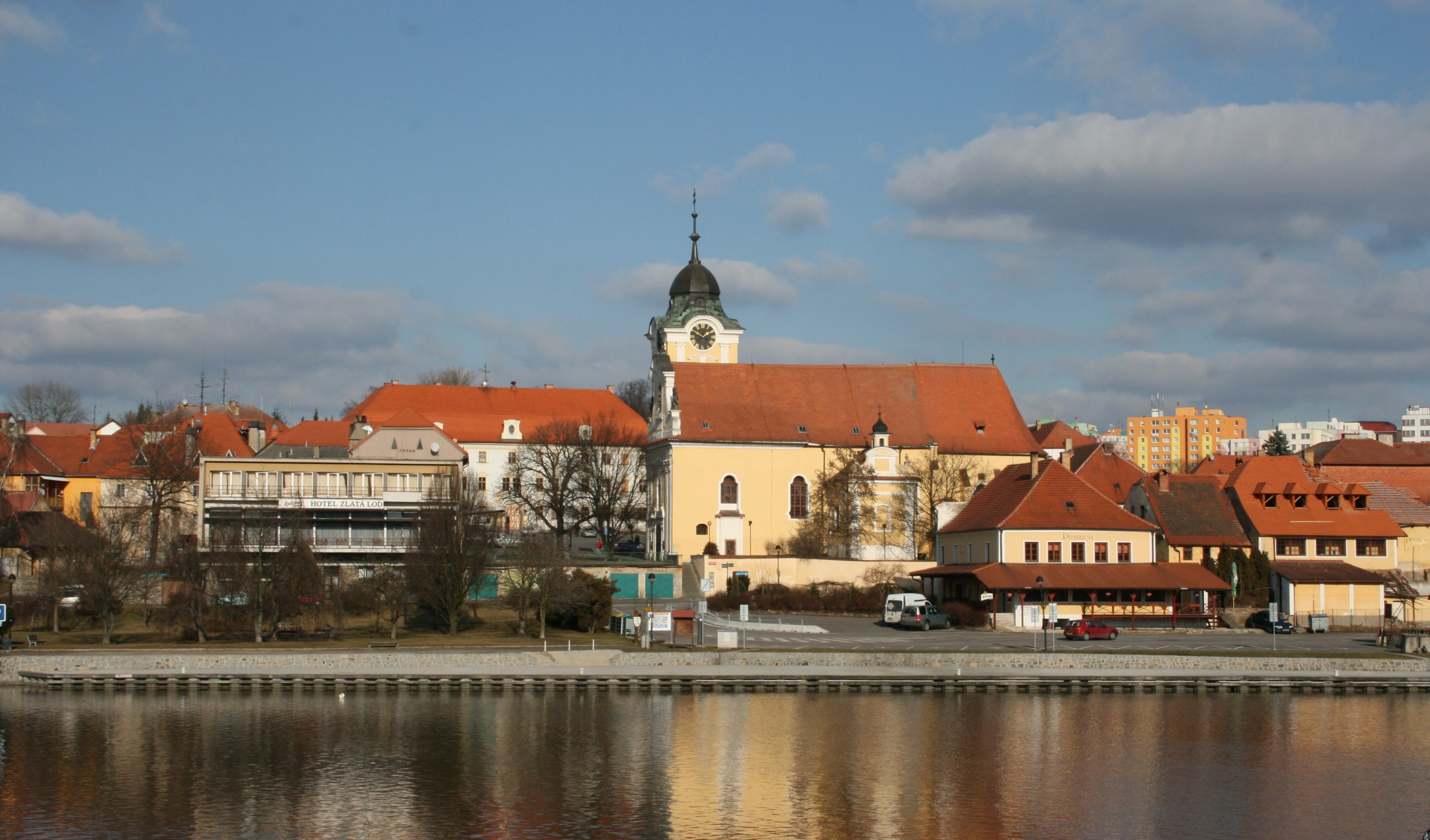
Týn nad Vltavou

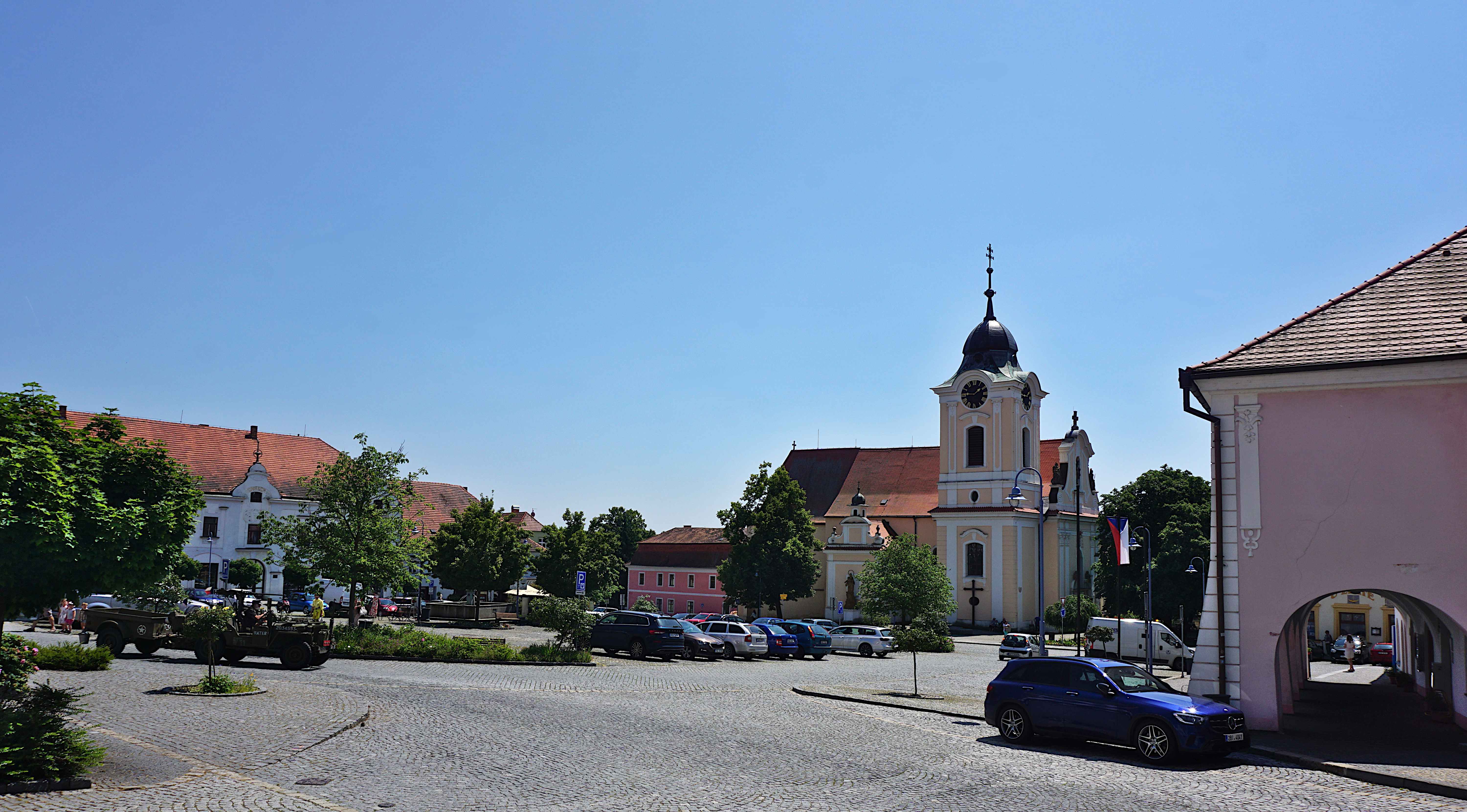
Marktplatz in Týn nad Vltavou

## Geographie
Die Stadt liegt im nördlichen Teil des Okres České Budějovice oberhalb der Mündung des Flusses Lužnice (Lainsitz) an der Moldau und wird vom Hlinský potok durchflossen.
Týn nad Vltavou grenzt an Chrášťany u Týna nad Vltavou, Dobšice u Týna nad Vltavou,  Hosty, Temelín, Všemyslice und Žimutice im Okres České Budějovice sowie an Bechyně, Březnice u Bechyně und Hodonice u Bechyně im Okres Tábor.

## Geschichte
Der herrenlose Landstrich zwischen Moldau und Lainsitz gelangte wahrscheinlich zu Beginn des 11. Jahrhunderts in den Besitz des Prager Bistums. Auf der Insel an der Mündung des Hlinský potok in die Moldau ließ das Bistum einen befestigten Hof errichten und in dessen Umgebung eine Siedlung anlegen. In der Folgezeit entwickelte sich die Siedlung Týn durch ihre günstige Lage an einer Furt durch die Moldau zu einem Handelszentrum. Bereits in der Mitte des 11. Jahrhunderts entstand in Týn einer der Jungfrau Maria geweihte Kirche, die später der hl. Katharina umgeweiht wurde.
Die erste urkundliche Erwähnung erfolgte im Dezember 1229 in einer Beschreibung des Dominiums Týn durch Johann II., der dieses wegen eines Kirchenstreites selbst aufgesucht hatte. Pavel von Škvorec, Bruder des Olbram, ist seit 1397 als Burggraf von Moldautein nachweisbar. Im Jahre 1601 lebten in Týn nad Vltavou 201 Personen. Der Hauptsiedlungsschwerpunkt lag rechts der Moldau, dort standen 106 Häuser in Nový Týn und 64 Häuser in Starý Týn. Die links des Flusses gelegene Kleinseite (Malá Strana) bestand aus 31 Häusern. Am 8. August 1609 erhob Kaiser Rudolf II. Moldauthein zur Königsstadt. Neben der Kleinseite entstand im 18. Jahrhundert die Siedlung Wilhelnie. Moldau-Thein war Sitz einer Herrschaft, zu der neben der Schutz- und Municipalstadt noch 22 Dörfer sowie Anteile von zwei weiteren Dörfern gehörten.
Nach der Aufhebung der Patrimonialherrschaften wurde die Stadt ab 1849 Sitz des Gerichtsbezirkes Moldauthein, aus dessen Gebiet 1868 der Bezirk Moldauthein entstand.
Bis 1960 war die Stadt Hauptort des gleichnamigen okres. Nach 1980 wurde die Stadt zum großen Teil mit neuen Plattenbauwohnungen in einer neuen Siedlung im Nordosten vergrößert, im Zuge der Errichtung des Kernkraftwerks Temelín. Grund war der nötige Abriss der Ortschaften Knín, Temelínec, Podhájí, Křtěnov und Březí, die alle innerhalb einer Zwei-Kilometer-Sperrzone um das Kernkraftwerk lagen. Die Menschen sollten zum großen Teil in den neuen Ortsteil von Týn nad Vltavou umsiedeln. Dies war ein Angebot seitens des staatlichen Energieversorgers České energetické závody (ČEZ), der zu sozialistischen Zeiten die Rechte zur Umsiedlung der fünf abgerissenen Dörfer übertragen bekam. Als alternatives Angebot wurde den Bewohnern der Dörfer eine geringe Auszahlung angeboten.

## Gemeindegliederung
Die Stadt Týn nad Vltavou besteht aus den Ortsteilen und Grundsiedlungseinheiten (ZJS):
- Hněvkovice na levém břehu Vltavy (Hniewkowitz links der Moldau),
- Koloděje nad Lužnicí (Kaladei an der Lainsitz) – ZJS: Cihelny und Koloděje nad Lužnicí,
- Malá Strana (Kleinseite) – ZJS: Fišerák (Fischerak), Havlíčkova, Orlické předměstí, Písecké předměstí und U Čihovic
- Netěchovice (Metiechowitz),
- Nuzice (Nusitz),
- Předčice (Predschitz),
- Týn nad Vltavou (Moldautein) – ZJS: Brody, Břehy, Hlinecké sídliště, Hněvkovice na pravém břehu Vltavy (Hniewkowitz rechts der Moldau), Jarošovice (Jaroschowitz), Podskalí, Semenec (Semenetz) und Týn nad Vltavou-střed,
- Vesce, früher Cabrov (Westetz, auch Zabrow)

Zu Týn nad Vltavou gehören zudem die Ansiedlungen Bedrnická Hájovna, Bída (Byda), Červený Mlýn (Rote Mühle), Červený Vrch, Čihovice (Czihowitz), Homolov (Homolau), Malá Varta (Klein Depot), Na Kohoutě, Permoník, Račina, Širočiny, U Blumlů, U Bulků, U Dřevů, U Masáka, U Píchů, V Semenci, Velký Depot (Groß Depot) und Zadní Kohout.
Das Gemeindegebiet gliedert sich in die Katastralbezirke Hněvkovice u Týna nad Vltavou, Koloděje nad Lužnicí, Netěchovice, Nuzice, Předčice und Týn nad Vltavou.

## Bevölkerungsentwicklung
| Jahr      | 1869 | 1880 | 1890 | 1900 | 1910 | 1921 | 1930 | 1950 | 1961 | 1970 | 1980 | 1991 | 2001 | 2011 | 2021 |
| --------- | ---- | ---- | ---- | ---- | ---- | ---- | ---- | ---- | ---- | ---- | ---- | ---- | ---- | ---- | ---- |
| Einwohner | 6128 | 6468 | 5873 | 5722 | 5390 | 5392 | 5544 | 5050 | 5451 | 5299 | 5711 | 6831 | 8143 | 8021 | 7602 |

## Sehenswürdigkeiten
Touristisch interessant ist der Hauptplatz mit der Stadtkirche St. Jakob, dem Rathaus und dem Schloss, in dem sich das Museum mit der Moldavit-Sammlung befindet.

## Persönlichkeiten
- Johann Martin Pacher von Theinburg (1772–1845), österreichischer Industrieller
- Johann Georg Walcher (1785–1854), geadelt 1854 als „Walcher von Molthein“
- Metzner Franz (1870–1919), Historien- und Bildnismaler

## Trivia
Der am 10. September 1997 entdeckte Hauptgürtelasteroid (14537) Týn nad Vltavou wurde nach der Stadt benannt.